# Monokromatiskt ljus
| Ett sätt att dela upp färgspektrum | Ett sätt att dela upp färgspektrum                                                                                      | Ett sätt att dela upp färgspektrum                                                                                      | Ett sätt att dela upp färgspektrum                                                                                      |
| ---------------------------------- | --- | --- | --- |
|                                    | | | |
|                                    | | | |
|                                    | Färg | Våglängd (nm) | Frekvens (THz) |
|                                    | Röd | 625–740 | 480–405 |
|                                    | Orange | 590–625 | 508–480 |
|                                    | Gul | 565–590 | 531–508 |
|                                    | Grön | 520–565 | 577–531 |
|                                    | Cyan * | 500–520 | 600–577 |
|                                    | Blå * | 435–500 | 690–600 |
|                                    | Violett | 380–435 | 789–690 |
|                                    | | | |
| *                                  | Newtons sjudelade spektrum inkluderade ”blått” och ”indigo”, som kan ha motsvarat ”cyan” respektive ”blått” i tabellen. | Newtons sjudelade spektrum inkluderade ”blått” och ”indigo”, som kan ha motsvarat ”cyan” respektive ”blått” i tabellen. | Newtons sjudelade spektrum inkluderade ”blått” och ”indigo”, som kan ha motsvarat ”cyan” respektive ”blått” i tabellen. |

Monokromatiskt ljus är ljus med en viss bestämd våglängd.  Ordet monokromatisk betyder enfärgad och fenomenet har fått sitt namn av att ljusstrålning med en bestämd våglängd ger en bestämd färg när det reflekteras mot någonting och sedan når våra ögon. Sådan ljusstrålning förekommer dock bara i mycket speciella situationer, som när strålningen delas upp av ett prisma. Regnbågen uppstår genom att ljusstrålning av alla våglängder "sorteras" genom brytning i vattendroppar och samtidigt reflekteras från dessa.
Lågtrycksnatriumlampor som används i bland annat trafiksammanhang ger ett i stort sett monokromatiskt gult ljus med våglängderna 589,0 och 589,5 nanometer. De är mycket energieffektiva eftersom våglängden ligger nära ögats känslighetsmaximum, men det är praktiskt taget omöjligt att urskilja olika färger i sådan belysning.
Utöver dessa exempel stöter vi mycket sällan på monokromatiskt ljus, och det allra mesta av det ljus och de färger som vi uppfattar ges av en blandning av många olika våglängder. 
Monokromatiskt ljus kan ge upphov till tydliga interferenseffekter. Ljuset som kommer från en laser är monokromatiskt.